# Trần Tố Nga

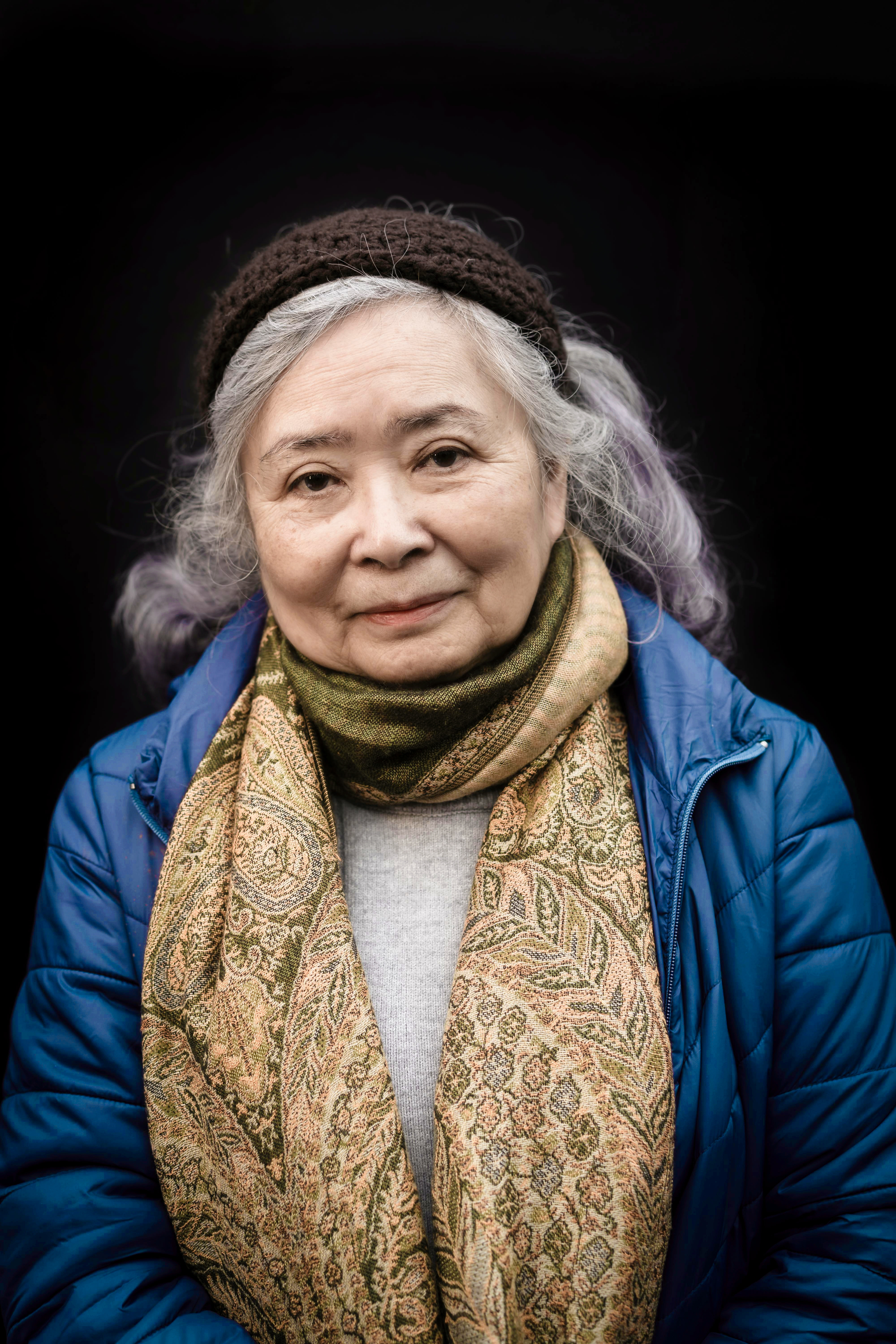
Tran To Nga

Trần Tố Nga (* 1942 im ehemaligen Französisch-Indochina, heutiges Vietnam) ist eine französisch-vietnamesische Journalistin, Widerstandskämpferin und Aktivistin. Sie lebt in Évry, Frankreich.

## Biografie
Tran absolvierte ihr Studium der Chemie an der Universität in Hanoi. Mit bereits 22 Jahren gehörte Tran einer Gruppe von Lehrern an, die im Vietnamkrieg vietnamesische Kinder unterrichteten. 1968 brachte sie dort eine Tochter zur Welt, welche bald darauf an Atemproblemen litt. Das Baby verstarb nach nur 17 Monaten. Später wurde Tran nach Saigon geschickt, wo sie verhaftet und vergiftet wurde. Im Gefängnis brachte sie eine zweite Tochter zur Welt. Als 1975 der Vietnamkrieg endete, wurden Tran und ihre Tochter befreit. Tran bemerkte 2008 Parallelen zwischen ihrer eigenen Erkrankung und den Opfern des Entlaubungsmittels, als sie sich in Vietnam sozial engagierte. Seitdem setzt sich Tran als französische Staatsbürgerin für eine Entschädigung der Opfer von Agent Orange ein. Der ehemalige französische Staatspräsident Jacques Chirac zeichnete sie 2004 mit der Ehrenlegion aus. Tran hat heute noch eine weitere Tochter und lebt in Évry, Frankreich.

## Agent Orange
Tran To Nga kam als junge Frau mit dem Entlaubungsmittel Agent Orange in Berührung, als sie 1966 für die Nationale Front für die Befreiung Südvietnams auf dem Ho-Chi-Minh-Pfad als Lehrerin zur Unterrichtung von Kindern tätig war. Tran hielt sich zum Schutz in einem für Partisanen errichteten unterirdischen Versteck auf. Als Flugzeuge über dem Versteck zu vernehmen waren, kam Tran aus Neugierde aus dem Versteck. Es handelte sich um US-amerikanische Flugzeuge, die das Herbizid versprühten. Nach Trans Aussage hinterließen sie eine weiße Wolke, dies sich als klebrige und juckende Flüssigkeit auf der Haut niederschlug und das Atmen beeinträchtigte.
Trans Mutter war während des Angriffs ebenfalls vor Ort. Da sie wussten, dass es das Herbizid war, wusch Tran sich direkt im Anschluss. Erst später litten sowohl sie selbst, als auch ihr erstes und ihr zweites Kind unter den Folgen durch den Kontakt mit dem Herbizid. Auch ihre Enkeltöchter leiden an derselben Blutkrankheit wie sie. Erst 2008 verknüpfte sie ihre Krankheiten Alpha-Thalassämie (Blutkrankheit), Chlorakne sowie Fallot-Tetralogie und die ihrer Kinder mit Agent Orange. Dies bestätigte sich, als das deutsche Speziallabor Eurofins GFA ihre Blutproben ausgewertet hat, welches ihre Vergiftung bestätigte.

## Gerichtsprozess
Die Vereinigung vietnamesischer Agent-Orange Opfer (VAVA) hatte bereits gegen die Hersteller des Herbizids Agent Orange Klage erhoben. Diese Klage wurde am jedoch am 27. Februar 2009 vom Obersten Gerichtshof der Vereinigten Staaten von Amerika zurückgewiesen. Noch im selben Jahr wurde vom 14. bis 18. Mai 2009 ein internationales Tribunal in Paris einberufen. Bei der Anhörung kamen vietnamesische, sowie US-amerikanische Zeugen und internationale Wissenschaftler zu Wort. Das Tribunal urteilte zugunsten der vietnamesischen Agent-Orange Opfer.
Nachdem das französische Parlament 2013 das Recht ermöglichte Straftaten anzuklagen, die in einem anderen Land begangen wurden, reichte Tran 2014 Klage beim Landgericht Évry ein. Als viet-französische Staatsbürgerin und Opfer von Agent Orange erfüllte Tran die Voraussetzungen um die Hersteller des Herbizids anzuklagen. Zu den 14 angeklagten US-amerikanischen Konzernen, die das Herbizid herstellten oder verkauften, gehören u. a. der Konzern Monsanto, der heute zur deutschen Bayer AG gehört, und Dow Chemical. In dem Gerichtsprozess wird Tran von drei Anwälten (William Bourdon, Bertrand Repolt und Amélie Lefebvre) ehrenamtlich vertreten und von mehreren Nichtregierungsorganisationen, politischen Kollektiven und vietnamesischen Opferverbänden unterstützt. Das französische Kollektiv Collectif Vietnam Dioxine begleitet und unterstützt Tran in ihrem Prozess nicht nur politisch aktivistisch, sondern auch persönlich.
Besondere Bedeutung besitzt diese Klage, da es sich im Falle einer Anerkennung und Rechtsprechung zugunsten der vietnamesischen Opfer um einen Präzedenzfall handeln würde. Bisher haben nur australische, koreanische und US-Veteranen Entschädigung für die Langzeitfolgen des Kontakts mit dem Entlaubungsmittel Agent Orange erhalten.

Die erste Anhörung fand am 25. Januar 2021 vor dem Landgericht Évry statt. Die Anklage umfasste, dass die Unternehmen für die Verletzungen mitverantwortlich seien, die sie, ihre Kinder und unzählige andere erlitten haben. Auch für die bis heute andauernden Umweltschäden macht Tran die Unternehmen verantwortlich. Sie legte den Richtern sogar ein Dokument vor, welches beweist, dass die Unternehmen bereits über die Information verfügten, wie schädlich Agent Orange für den menschlichen Organismus ist und es weiterhin herstellten und auslieferten. Für die Anklage müssen Personen selbst von Agent Orange betroffen sein oder die französische Staatsbürgerschaft haben. Tran wird dabei von mehreren Nichtregierungsorganisationen unterstützt. In Vietnam ist seit 2009 der Orange Day (10. August) offizieller Gedenktag für die Opfer von Agent Orange. Im Januar 2021 startete Tran ein von ihr als letztes angekündigtes Gerichtsverfahren für die Opfer von Agent Orange. Am 25. Januar 2021 wurden die Plädoyers verkündet. 
„Monsanto und die amerikanischen Firmen haben nie auf irgendeine Klage zu Agent Orange reagiert. Aber bei der Klage einer einzigen alten Frau wie mir haben sie geantwortet, und sie haben sich vor dem Gericht präsentiert. Das ist schon ein erster Sieg.“
Am 10. Mai 2021 wies das Gericht die Klage ab, da die französische Gerichtsbarkeit nicht kompetent sei, über „die Verteidigungspolitik eines ausländischen Staates zu Kriegszeiten“ zu urteilen. Die Unternehmen hätten damals im Auftrag der USA gehandelt und könnten sich vor dem Gericht in Frankreich auf Immunität von der Gerichtsbarkeit berufen. Tran To Nga kündigte an, dass sie die Entscheidung anfechten wolle. Im August 2024 wies ein französisches Gericht die Klage in zweiter Instanz ab. Es erklärte sie nicht zulässig und folgte damit der Einschätzung des früheren Urteils, nach dem französische Gerichte nicht zuständig seien. Tran To Nga kündigte an, dass sie nun vor dem höchsten französischen Gericht erneut in Berufung gehen werde.